# Karl Allmendinger
Karl Allmendinger (3 de febrero de 1891 - 2 de octubre de 1965) fue un general en la Wehrmacht de la Alemania Nazi durante la II Guerra Mundial. Comandó la 5.ª División de Infantería, el V Cuerpo de Ejército y después el 17.º Ejército en el frente oriental. Recibió la Cruz de Caballero de la Cruz de Hierro con Hojas de Roble.

## Carrera
Allmendinger fue nombrado al mando de la 5.ª División de Infantería como Mayor General el 25 de octubre de 1940. Su división participó en la invasión de la Unión Soviética en junio de 1941, y recibió la Cruz de Caballero de la Cruz de Hierro el 17 de julio. Fue promovido a Teniente General el 1 de agosto de 1942, y le concedieron las Hojas de Roble de su Cruz de Caballero el 13 de diciembre de 1942. Fue relevado del mando de su división el 4 de enero de 1943.
El 1 de julio de 1943 fue llamado de nuevo al servicio activo y fue nombrado comandante general del V Cuerpo de Ejército que operaba en Crimea. Asignado al mando del 17.º Ejército a principios de mayo de 1944, su misión era evacuar Sebastopol y llevar a sus unidades de retroceso a Rumania a través del mar Negro. Se sufrieron considerables pérdidas de hombres y material.
El 25 de julio de 1944, Allmendinger fue de nuevo relevado del mando y transferido a la reserva (Führerreserve), donde permaneció sin designación de nuevo destino hasta el fin de la guerra. Fue arrestado por fuerzas estadounidenses en 1945 pero fue liberado en 1946.
Allmendinger era hijo de Karl Allmendinger (1863-1946), profesor, poeta y escritor.

## Condecoraciones
- Cruz de Caballero de la Cruz de Hierro con Hojas de Roble
  - Cruz de Caballero el 17 de julio de 1941 como Generalmajor y comandante de la 5.ª División de Infantería[2]
  - 153.ª Hojas de Roble el 13 de diciembre de 1942 como Generalleutnant y comandante de la 5.º División de Cazadores[2]